# 羅伯森1B號鎮區 (密蘇里州格林縣)
羅伯森1B號鎮區（英語：Robberson No. 1B Township）是位於美國密蘇里州格林縣的一個行政鎮區。

## 地方資料
羅伯森1B號鎮區的面積為54.89平方千米，皆為陸地。根據2020年美國人口普查的數據，當地共有人口1652人，而人口密度為每平方千米30.1人。